# 叶瑜
叶瑜（1986年—），陕西丹凤人，汉族，中华人民共和国政治人物、第十二届全国人民代表大会陕西地区代表。
毕业于西安翻译学院国际经济与贸易专业。擔任大學生村官，加入中国共产党。2013年，担任全国人大代表。